# Campionati del mondo di atletica leggera 2013 - Staffetta 4×400 metri femminile
La gara della staffetta 4×400 metri femminile si è svolta tra venerdi 16 agosto e sabato 17 agosto 2013.
La Russia vinse la gara ma nel 2016, la staffettista russa Antonina Krivošapka è stata trovata positiva ad un controllo antidoping riferito ad un campione prelevato alle Olimpiadi di Londra del 2012. Nel 2017, fu squalificata per 2 anni e la medaglia d'oro della Russia  fu cancellata, facendo avanzare di una posizione tutte le altre squadre.

## Podio
| Pos.    | Nazione                                                                                       | Tempo   |
| ------- | --------------------------------------------------------------------------------------------- | ------- |
| Oro     | Stati Uniti Jessica Beard, Natasha Hastings, Ashley Spencer, Francena McCorory, Joanna Atkins | 3'20"41 |
| Argento | Regno Unito Eilidh Child, Shana Cox, Margaret Adeoye, Christine Ohuruogu                      | 3'22"61 |
| Bronzo  | Francia Marie Gayot, Lénora Guion-Firmin, Muriel Hurtis, Floria Guei Phara Anacharsis         | 3'24"21 |

## Situazione pre-gara

### Record
Prima di questa competizione, il record del mondo (WR) e il record dei campionati (CR) erano i seguenti.
| Record                | Prestazione | Atleta                                                                                    | Data                                | Competizione                |
| --------------------- | ----------- | ----------------------------------------------------------------------------------------- | ----------------------------------- | --------------------------- |
| Record mondiale       | 3'15"17     | Unione Sovietica Tat'jana Ledovskaja, Ol'ga Nazarova, Marija Kulčunova, Ol'ha Bryzhina    | 1º ottobre 1988 Seul, Corea del Sud | Giochi della XXIV Olimpiade |
| Record dei campionati | 3'16"71     | Stati Uniti Gwen Torrence, Maicel Malone-Wallace, Natasha Kaiser-Brown, Jearl Miles Clark | 22 agosto 1993 Stoccarda, Germania  | Campionati del mondo 1993   |

### Campioni in carica
I campioni in carica, a livello mondiale e continentale, erano:
| Campione | Atleta | Prestazione | Data                                  | Competizione               |
| -------- | --- | ----------- | ------------------------------------- | -------------------------- |
| Olimpico | Stati Uniti DeeDee Trotter, Allyson Felix, Francena McCorory, Sanya Richards-Ross, Keshia Baker, Diamond Dixon   | 3'16"87     | 11 agosto 2012 Londra, Regno Unito    | Giochi della XXX Olimpiade |
| Mondiale | Stati Uniti Sanya Richards-Ross, Allyson Felix, Jessica Beard, Francena McCorory, Natasha Hastings, Keshia Baker | 3'18"09     | 3 settembre 2011 Taegu, Corea del Sud | Campionati del mondo 2011  |
| Europeo  | Ucraina Julija Oliševs'ka, Ol'ha Zemljak, Natalija Pyhyda, Alina Lohvynenko                                      | 3'25"07     | 1º luglio 2012 Helsinki, Finlandia    | Campionati europei 2012    |

### La stagione
Prima di questa gara, gli atleti con le migliori tre prestazioni dell'anno erano:
| Pos. | Atleta      | Prestazione | Data                                             |
| ---- | ----------- | ----------- | ------------------------------------------------ |
| 1    | Stati Uniti | 3'22"66     | 27 aprile 2013 Filadelfia, Stati Uniti d'America |
| 2    | Regno Unito | 3'22"68     | 27 aprile 2013 Filadelfia, Stati Uniti d'America |
| 3    | Giamaica    | 3'24"11     | 27 aprile 2013 Filadelfia, Stati Uniti d'America |

## Risultati
| LEGENDA: | NR | Record Nazionale | SB | Primato stagionale |

### Batterie
Qualificazione: i primi due di ogni serie (Q) e i due tempi migliori tra gli esclusi (q) si qualificano alle finali.
| Pos. | Batteria | Corsia | Nazione           | Atleti                                                                  | Tempo   | Note  |
| ---- | -------- | ------ | ----------------- | ----------------------------------------------------------------------- | ------- | ----- |
| 1    | 3        | 2      | Russia            | Julija Guščina, Tat'jana Firova, Natal'ja Antjuch, Ksenija Ryžova       | 3:23.51 | Q, SB |
| 2    | 1        | 4      | Stati Uniti       | Ashley Spencer, Jessica Beard, Joanna Atkins, Francena McCorory         | 3:25.18 | Q     |
| 3    | 2        | 5      | Regno Unito       | Eilidh Child, Shana Cox, Margaret Adeoye, Christine Ohuruogu            | 3:25.29 | Q     |
| 4    | 2        | 2      | Nigeria           | Patience Okon George, Bukola Abogunloko, Omolara Omotoso, Regina George | 3:27.29 | Q, SB |
| 5    | 2        | 3      | Francia           | Marie Gayot, Muriel Hurtis, Phara Anacharsis, Floria Guei               | 3:27.75 | q, SB |
| 6    | 1        | 5      | Italia            | Chiara Bazzoni, Marta Milani, Maria Benedicta Chigbolu, Libania Grenot  | 3:29.62 | Q, SB |
| 6    | 3        | 3      | Romania           | Alina Andreea Panainte, Adelina Pastor, Sanda Belgyan, Bianca Răzor     | 3:29.62 | Q     |
| 8    | 1        | 3      | Ucraina           | Daryna Prystupa, Olha Zemlyak, Alina Lohvynenko, Nataliya Pyhyda        | 3:29.63 | q     |
| 9    | 3        | 7      | Polonia           | Małgorzata Hołub, Patrycja Wyciszkiewicz, Iga Baumgart, Justyna Święty  | 3:29.75 |       |
| 10   | 3        | 6      | Bielorussia       | Hanna Reishal, Iryna Khliustava, Yuliya Yurenia, Ilona Vusovich         | 3:30.28 | SB    |
| 11   | 1        | 2      | Rep. Ceca         | Denisa Rosolová, Jitka Bartonicková, Jana Slaninová, Zuzana Hejnová     | 3:30.48 |       |
| 12   | 3        | 5      | Canada            | Alicia Brown, Sarah Wells, Noelle Montcalm, Jenna Martin                | 3:31.09 | SB    |
| 13   | 2        | 7      | Bahamas           | Amara Jones, Lanece Clarke, Shakeitha Henfield, Cotrell Martin          | 3:32.91 |       |
| 14   | 2        | 4      | Trinidad e Tobago | Shawna Fermin, Sparkle McKnight, Domonique Williams, Romona Modeste     | 3:33.50 |       |
| 15   | 1        | 6      | India             | Nirmala, Tintu Luka, Anu Mariam Jose, M. R. Poovamma                    | 3:38.81 |       |
| 16   | 2        | 6      | Botswana          | Goitseone Seleka, Lydia Mashila, Oarabile Babolayi, Amantle Montsho     | 3:38.96 | SB    |
|      | 3        | 4      | Giamaica          | Rosemarie Whyte, Kaliese Spencer, Anastasia Le-Roy, Christine Day       | DQ      |       |

### Finale
| Pos. | Corsia | Nazione     | Atleti                                                                  | Tempo   | Note |
| ---- | ------ | ----------- | ----------------------------------------------------------------------- | ------- | ---- |
|      | 5      | Stati Uniti | Jessica Beard, Natasha Hastings, Ashley Spencer, Francena McCorory      | 3:20.41 | SB   |
|      | 6      | Regno Unito | Eilidh Child, Shana Cox, Margaret Adeoye, Christine Ohuruogu            | 3:22.61 | SB   |
|      | 1      | Francia     | Marie Gayot, Lénora Guion-Firmin, Muriel Hurtis, Floria Guei            | 3:24.21 | SB   |
| 4    | 2      | Ucraina     | Daryna Prystupa, Olha Lyakhova, Alina Lohvynenko, Nataliya Pyhyda       | 3:27.38 | SB   |
| 5    | 3      | Nigeria     | Omolara Omotoso, Patience Okon George, Bukola Abogunloko, Regina George | 3:27.57 |      |
| 6    | 8      | Romania     | Adelina Pastor, Elena Mirela Lavric, Sanda Belgyan, Bianca Răzor        | 3:28.40 | SB   |
|      | 7      | Italia      | Chiara Bazzoni, Marta Milani, Maria Enrica Spacca, Libania Grenot       | DQ      |      |
| dq   | 4      | Russia      | Julija Guščina, Tat'jana Firova, Ksenija Ryžova, Antonina Krivošapka    | 3:20.19 | WL   |